# Britische Eishockeynationalmannschaft der Frauen
Die britische Eishockeynationalmannschaft der Frauen ist die nationale Eishockey-Auswahlmannschaft des Vereinigten Königreichs. Sie liegt in der aktuellen IIHF-Weltrangliste von 2010 auf dem 18. Platz und spielt in der sog. C-Weltmeisterschaft (offiziell: Division II).

## Geschichte
Die britische Eishockeynationalmannschaft der Frauen wurde 1989 gegründet und nimmt seit der Europameisterschaft desselben Jahres an internationalen Wettbewerben teil. Ihr bislang größter Erfolg bei einer Weltmeisterschaft war der dritte Platz in der Division II (insgesamt 18. Platz) bei der WM 2009.

## Platzierungen

### Europameisterschaften
- 1989 - 10. Platz
- 1991 - 9. Platz
- 1993 - 10. Platz (4. B-EM)
- 1995 - 13. Platz (4. B-EM)
- 1996 - 14. Platz (4. B-EM)

### Weltmeisterschaften
- 1999 – 18. Platz (2. beim Qualifikationsturnier für die WM 2000)
- 2000 – 19. Platz (3. beim Qualifikationsturnier für die WM 2001, Aufnahme in die Division II)
- 2001 – 2. Division II
- 2003 – 6. Division II
- 2004 – 6. Division II (Abstieg in die Division III)
- 2005 – 2. Division III
- 2007 – 23. Platz (2. Division III)
- 2008 – 22. Platz (1. Division III, Aufstieg in die Division II)
- 2009 – 18. Platz (3. Division II)
- 2011 – 19. Platz (5. Division II)
- 2012 – 18. Platz (4. Division IB)
- 2013 – 20. Platz (6. Division IB, Abstieg in die Division IIA)
- 2014 – 22. Platz (2. Division IIA)
- 2015 – 22. Platz (2. Division IIA)
- 2016 – 23. Platz (3. Division IIA)
- 2017 – 23. Platz (3. Division IIA)
- 2018 – 23. Platz (2. Division IIA)
- 2019 – 24. Platz (2. Division IIA)
- 2020–2021 – keine Austragung
- 2022 – 22. Platz (1. Division IIA, Aufstieg in die Division IB)
- 2023 – 21. Platz (5. Division IB)
- 2024 – 20. Platz (4. Division IB)
- 2025 – 19. Platz (3. Division IB)